# تانات نوسيرباييف
تانات نوسيرباييف (بالروسية: Нусербаев, Танат Акимжанович)‏ (مواليد 1 يناير 1988 في شيمكينت) لاعب كرة قدم كازاخستاني دولي يجيد اللعب في خط الهجوم . يلعب حاليا لصالح نادي أورداباسي الكازاخستاني منذ 2009 .

## روابط خارجية
- تانات نوسيرباييف على موقع الاتحاد الدولي (مؤرشف)  (الإنجليزية)
- تانات نوسيرباييف على موقع الاتحاد الأوربي (الإنجليزية)
- تانات نوسيرباييف على موقع قاعدة بيانات كرة القدم.إي يو (الإنجليزية)
- تانات نوسيرباييف على موقع ناشيونال فوتبول تيمز (الإنجليزية)
- تانات نوسيرباييف على موقع Soccerbase.com (لاعب) (الإنجليزية)
- تانات نوسيرباييف على موقع Soccerway.com (الإنجليزية)
- تانات نوسيرباييف على موقع عالم كرة القدم.نت (الإنجليزية)
- تانات نوسيرباييف على موقع AS.com (الإسبانية)